# Saint-Étienne-de-Lisse
Saint-Étienne-de-Lisse es una población y comuna francesa situada en la región de Aquitania, departamento de Gironda, en el distrito de Libourne y cantón de Castillon-la-Bataille.

## Demografía
| 468 | 453 | 465 | 421 | 387 | 355 |
| Para los censos de 1962 a 1999 la población legal corresponde a la población sin duplicidades (Fuente: INSEE [Consultar]) |     |     |     |     |     |